# Sociedades deportivas voluntarias de la Unión Soviética

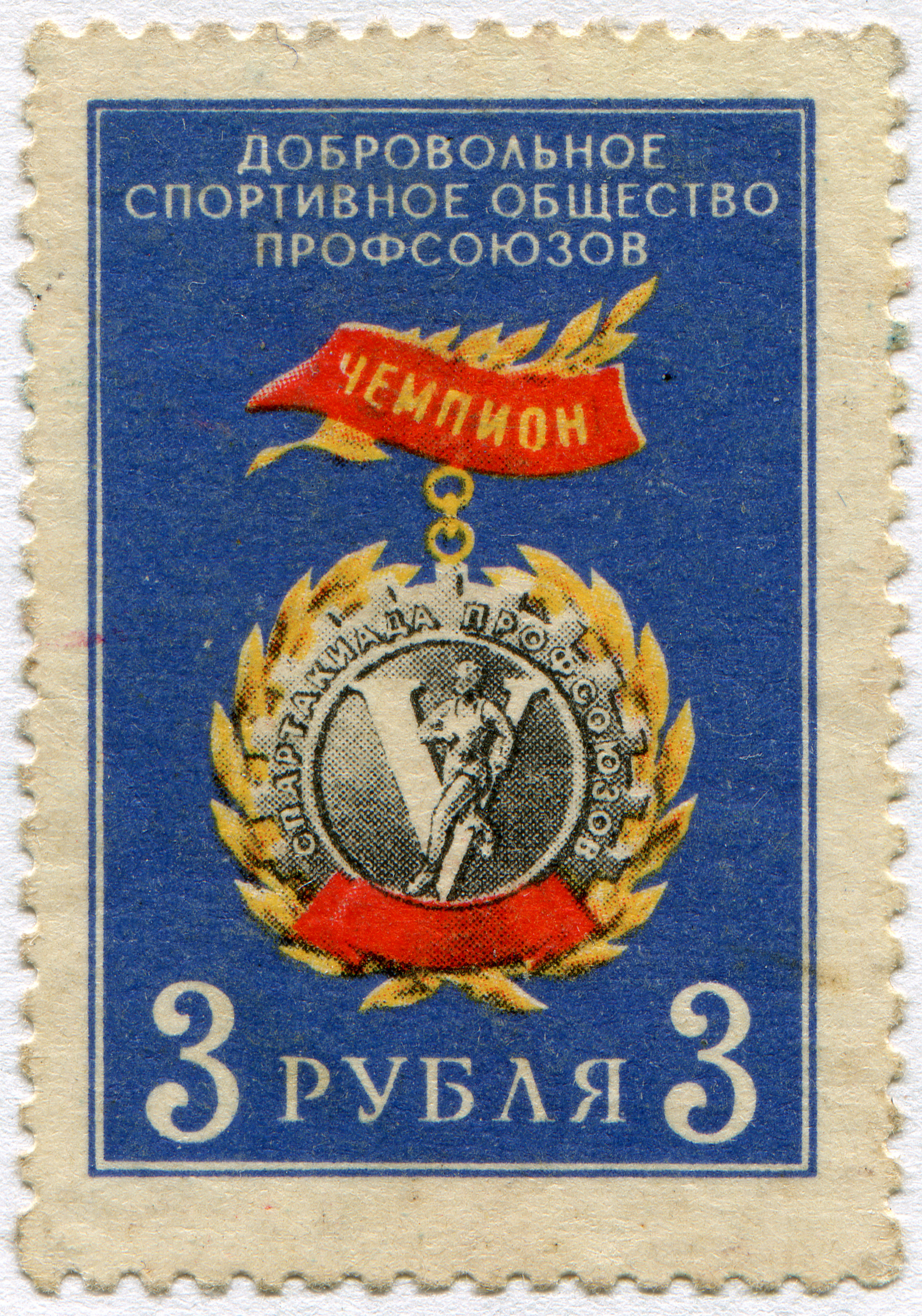
URSS. AUCCTU. Sociedades Deportivas Voluntarias de la Unión Soviética

Las sociedades deportivas voluntarias de la Unión Soviética (en ruso: Добровольные спортивные общества СССР, Dobrobolvolnye Sportivye Obshestva SSSR) fueron las partes principales del sistema estructural deportivo y de la educación física que existieron en la Unión Soviética entre 1935 y 1991. Entre estas sociedades deportivas destacaron importantes clubes afiliados a distintos sectores o industrias, como la sociedad deportiva Dinamo, adscrita a la policía y otras fuerzas de seguridad estatales; la aviación y la flota al DOSAAF; y el CSKA al ejército.
Los miembros de estas sociedades eran trabajadores y estudiantes que se unían para practicar deportes, senderismo, montañismo y otras especialidades de la cultura física. Las sociedades patrocinaban eventos deportivos y otras existían por las donaciones de voluntarios procedentes de trabajadores de las industrias a los que estaban asociados. Sus objetivos eran desarrollar la cultura física y el deporte de masas, así como instalaciones deportivas para mejorar las habilidades de los atletas. Muchas de las sociedades deportivas procedían de los sindicatos soviéticos, algunos de los cuales estaban muy ligados a determinados ministerios. En 1970 había 25 millones de atletas en estas sociedades.
Una de las ramas más importantes de las sociedades deportivas fueron las escuelas deportivas para jóvenes (en ruso: Детско-юношеские спортивные школы, ДЮСШ), que contaba con 1350 niños en los años 1970 y 7500 en 1987. Algunas, posteriormente, fueron reformadas en escuelas deportivas Olímpicas de élite y otras en clubes deportivos especializados. Más de 50 000 entrenadores e instructores trabajaron en estas instituciones.

## Estructura
Las unidades estructurales principales de estas sociedades eran colectivos de la cultura física de empresas, instituciones o servicios públicos, granjas colectivas (kolkhoz), granjas estatales (sovkhoz) o instituciones educacionales. Existían seis sociedades de toda la Unión Soviética (en ruso: Всесоюзное добровольное спортивное общество, ВДСО); quince de las distintas repúblicas, colectivos físicos y culturales; y quince sociedades rurales de las repúblicas. Además de las mencionadas, también había numerosas sociedades deportivas que precedieron a aquellas o tuvieron menos presencia, como Vympel (transportes fluviales) y Moryak (transportes marítimos) combinadas en Vodnik, Stakhanovets (industria minera) cambiadas a Shakhter, y otras.

### Sociedades soviéticas
| Nombre           | Fundación | Industria                        |
| ---------------- | --------- | -------------------------------- |
| Burevestnik      | 1957      | Educación superior universitaria |
| Dinamo           | 1923      | Seguridad del Estado             |
| CSKA             | 1911      | Defensa                          |
| Vodnik           | 1938      | Comunicación marítima            |
| Zenit            | 1936      | Industria del armamento          |
| Lokomotiv        | 1936      | Ferrocarril                      |
| Spartak          | 1935      | Comercio, servicios y otros      |
| Trudovye Rezervy | 1943      | Educación profesional técnica    |
| DOSAAF           | 1951      | Komsomol                         |

### Sociedades de las Repúblicas de empresas industriales
| Nombre/Latinización/Significado              | República           | Fundación |
| -------------------------------------------- | ------------------- | --------- |
| Труд (Trud, Trabajo)                         | RSFS de Rusia       | 1957      |
| Авангард (Avanhard, Vanguardia)              | RSS de Ucrania      | 1958      |
| Чырвоны сцяг (Сhervony stsyah, Bandera roja) | RSS de Bielorrusia  | 1958      |
| Мехнат (Mekhnat, Trabajo)                    | RSS de Uzbekistán   | 1958      |
| Енбек (Enbek, Trabajo)                       | RSS de Kazajistán   | 1958      |
| განთიადი (Gantiadi, Alba)                    | RSS de Georgia      | 1958      |
| Нефтчи (Neftchi, Petrolero)                  | RSS de Azerbaiyán   | 1958      |
| Žalgiris (por la Batalla de Žalgiris)        | RSS de Lituania     | 1944      |
| Молдова (Moldova)                            | RSS de Moldavia     | 1958      |
| Daugava (por el río Daugava)                 | RSS de Letonia      | 1944      |
| Алга (Alga, Avance)                          | RSS de Kirguistán   | 1958      |
| Тоҷикистон (Tayikistán)                      | RSS de Tayikistán   | 1958      |
| Աշխատանք (Ashkhatank, Trabajo)               | RSS de Armenia      | 1958      |
| Захмет (Zakhmet, Trabajo)                    | RSS de Turkmenistán | 1958      |
| Kalev (por Kalev)                            | RSS de Estonia      | 1944      |

### Sociedades rurales de las Repúblicas
| Nombre/Latinización/Significado              | República           | Fundación |
| -------------------------------------------- | ------------------- | --------- |
| Урожай (Urozhai, Cosecha)                    | RSFS de Rusia       | 1956      |
| Колос (Kolos, Oído)                          | RSS de Ucrania      | 1956      |
| Ураджай (Uradzhai, Cosecha)                  | RSS de Bielorrusia  | 1956      |
| Пахтакор (Pakhtakor, Agricultor del algodón) | RSS de Uzbekistán   | 1956      |
| Қайрат (Kairat, Fuerza)                      | RSS de Kazajistán   | 1956      |
| კოლმეურნე (Kolmeurne, Kolkhoznik)            | RSS de Georgia      | 1956      |
| Мәһсул (Mekhsul, Cosecha)                    | RSS de Azerbaiyán   | 1956      |
| Nemunas (río Nemunas)                        | RSS de Lituania     | 1956      |
| Колхозникул (Kolkhoznikul, El Kolkhoznik)    | RSS de Moldavia     | 1956      |
| Vārpa (Oído)                                 | RSS de Letonia      | 1956      |
| Колхозчу (Kolkhozchu, Kolkhoznik)            | RSS de Kirguistán   | 1958      |
| Хосилот (Khosilot, Cosecha)                  | RSS de Tayikistán   | 1956      |
| Սևանա (Sevan, por el lago Seván)             | RSS de Armenia      | 1956      |
| Колхозчы (Kolkhozchi, Kolkhoznik)            | RSS de Turkmenistán | 1956      |
| Jõud (Fuerza)                                | RSS de Estonia      | 1946      |

### Reorganización de 1980
En 1982, el presidio de los sindicatos soviéticos reorganizaron 33 sociedades deportivas sindicales. Ninguna fue abolida, sino que la mayoría de ellas fueron cambiadas de unos sindicatos a otros. Ocho de éstas grandes sociedades deportivas sindicales mantuvieron el liderazgo de los sindicatos soviéticos: Burevestnik, Vodnik, Zenit, Lokomotiv, Spartak, Trud, Urozhai, FiS (en ruso: ФиС - физкультура и спорт; en español: cultura física y deporte). El 1 de enero de 1983, las ocho sociedades deportivas contaban con 48,36 millones de miembros en sus filas. Los sociedades Trud y Urozhai se fundieron en el año 1982 y se unieroon a las 15 sociedades industriales republicanas y 15 sociedades agrícolas republicanas para que sirvieran como asociaciones deportivas voluntarias nacionales que representaban a los atletas, entrenadores, jueces y oficiales deportivos de los sectores industriales y agrícolas de la sociedad.
En 1986, todas las sociedades deportivas republicanas y rurales fueron eliminadas por orden del Consejo de los Sindicatos de Sociedades Deportivas de la Unión como parte de una reorganización deportiva a nivel nacional. Basándose en ocho sociedades deportivas sindicales se creó una Sociedad de Sindicatos Deportiva de Voluntarios de la Unión Soviética como una organización nacional unificada, que abarcaba a atletas de todas las sociedades y asociaciones deportivas nacionales.

### Otras importantes sociedades deportivas
- Torpedo (industria automovilística)
- Neftyanik
- Energía (industria energética)
- Stroitel
- Start
- Khimik
- Chernomorets (marina mercante oceánica e industria portuaria)
- Rotor (industria de motores)
- Metallurg (industria metalúrgica)
- Krasnaia Zvezda (industria de defensa y fuerzas armadas)
- Shakhtar (industria minera)
- Krylia Sovetov (aviación)
- Tekstilschik (industria textil)
- Pishchevik
- Zapolyarnik
- Dnieper (marina mercante fluvial e industria portuaria)